# Paul Kummer
Paul Kummer (n. 22 august 1834,  Zerbst – d.  7 iulie 1912, Hannoversch Münden) a fost un cleric protestant și  pedagog precum botanist, briolog, micolog și scriitor științific german care a devenit bine cunoscut în principal ca urmare a contribuțiilor sale referitor la nomenclatura micologică în secolul al XIX-lea. Abrevierea numelui său în cărți științifice este  P.Kumm..

## Biografie

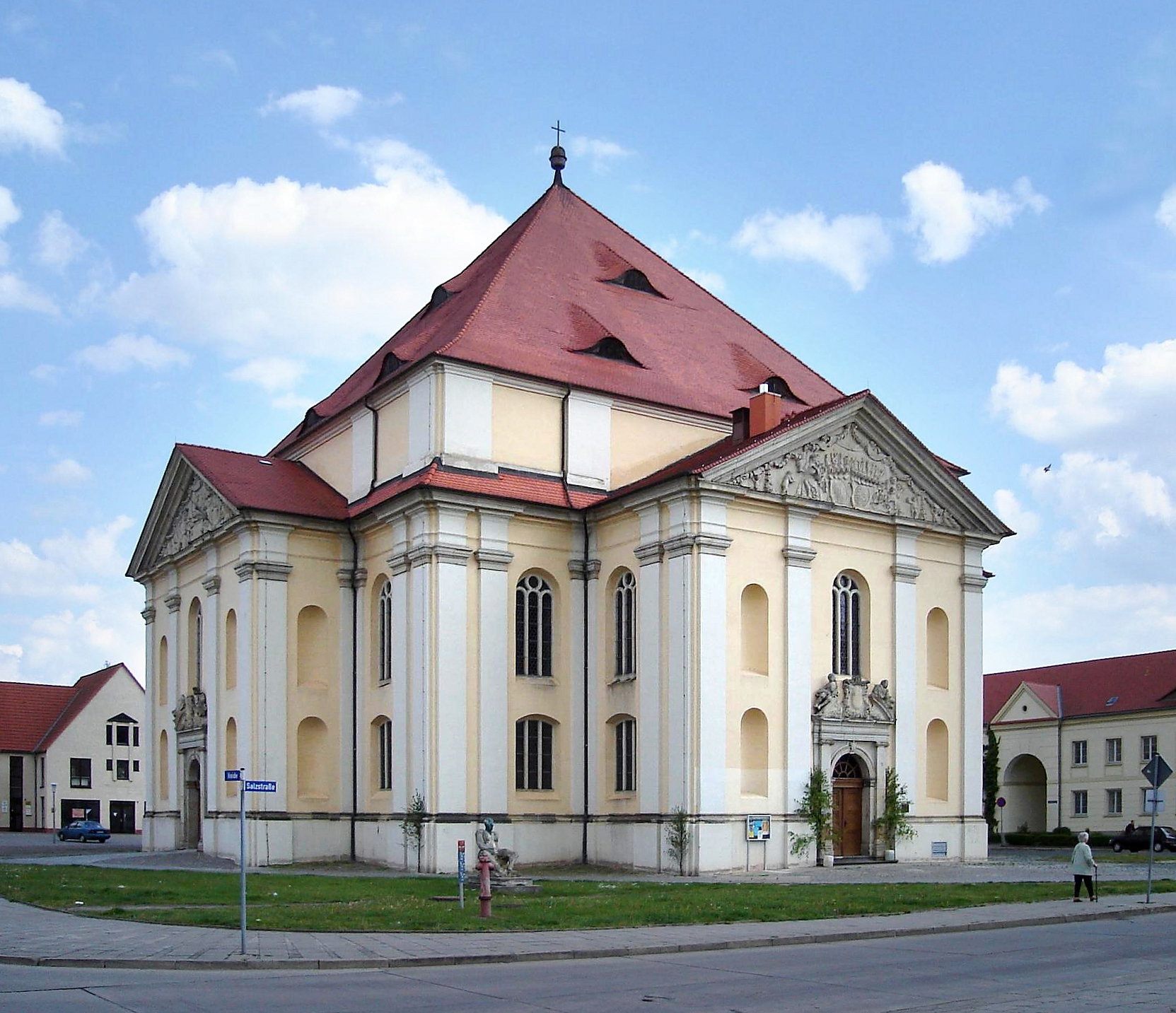
Zerbst, Biserica Trinitatis

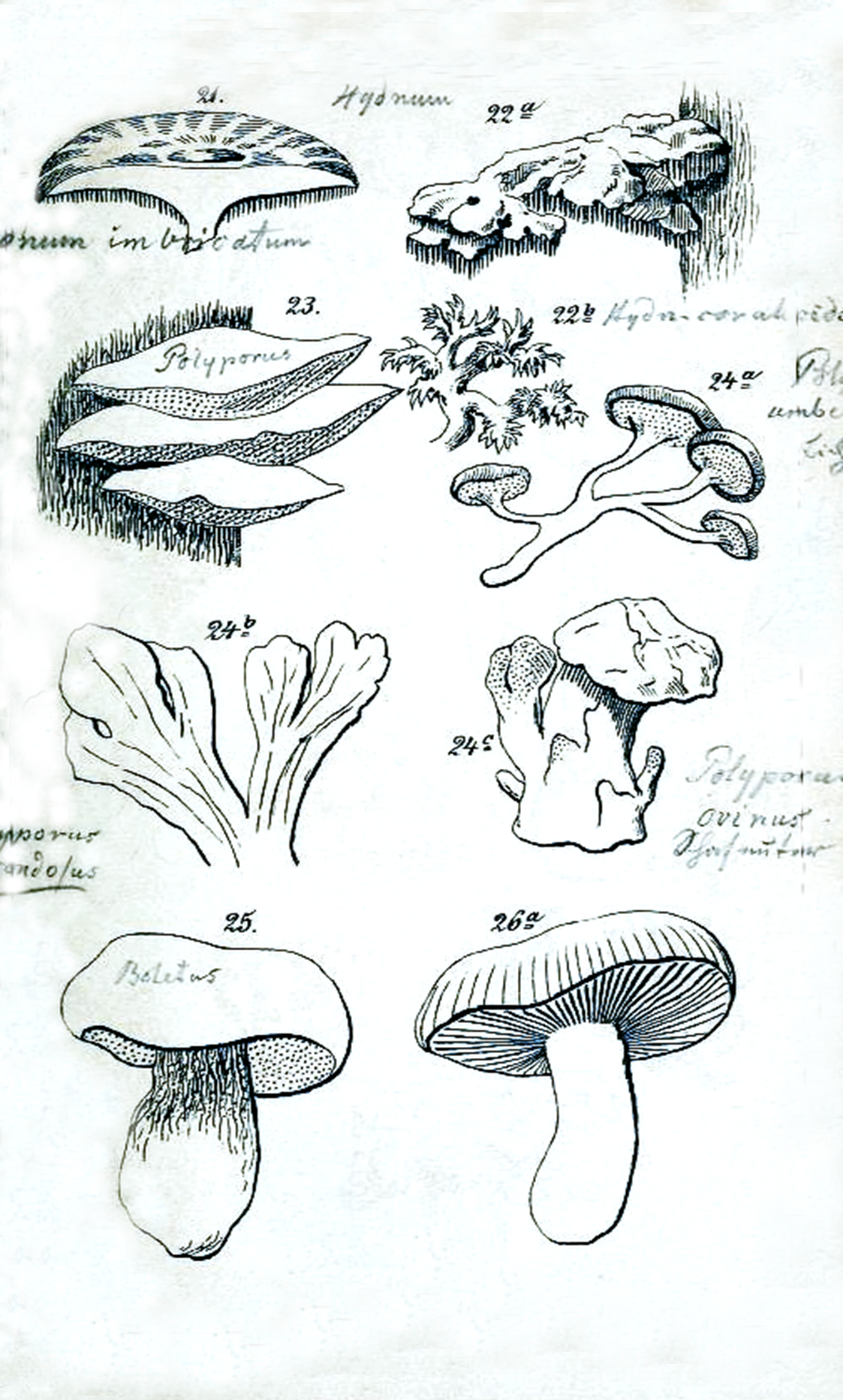
Ghid pentru știința micologiei, imagini

În timpul  studiilor teologice la Leipzig, Kummer a lucrat din 1857 până în 1863 ca învățător privat, apoi ca  pastor auxiliar (Kurat) în Zerbst 1863-1877. În această funcție, și cu toate că s-a ținut de asemenea om de știință, el s-a îndreptat strict împotriva fiziologului și avocatului teoriei evoluționiste germano-elvețian Karl Vogt (1817-1895), reproșându-i într-o scurtă  polemică, publicată în anul 1868, unilateralitate prin sprijinirea Darwinismului, dar a și început să publice cărți științifice în urma cercetărilor sale, începând cu „Viața plantelor” (1870). Deja un an mai târziu a prezentat opera sa revoluționară Der Führer in die Pilzkunde conținând și 80 de ilustrații litografice. Dar științele sale biologice nu s-au extenuat cu această temă. Astfel, între 1873 și 1975, el a scris și imaginat cărți despre mușchi, licheni, coada calului,  brădișori), ferigi, plante rădăcinoase și alte plante.
Din anul 1877 până la retragerea sa a fost pastor în Hannoversch Münden. Noua funcție precum împrejurarea nu i-au mai lăsat atât de mult timp pentru botanică. Un an după ridicarea sa în poziția de pastor, savantul a publicat importanta carte de plante criptogame (muschi, licheni, alge și bureți) cu 220 de imagini, pe care o terminase deja în Zerbst.

## Micologul

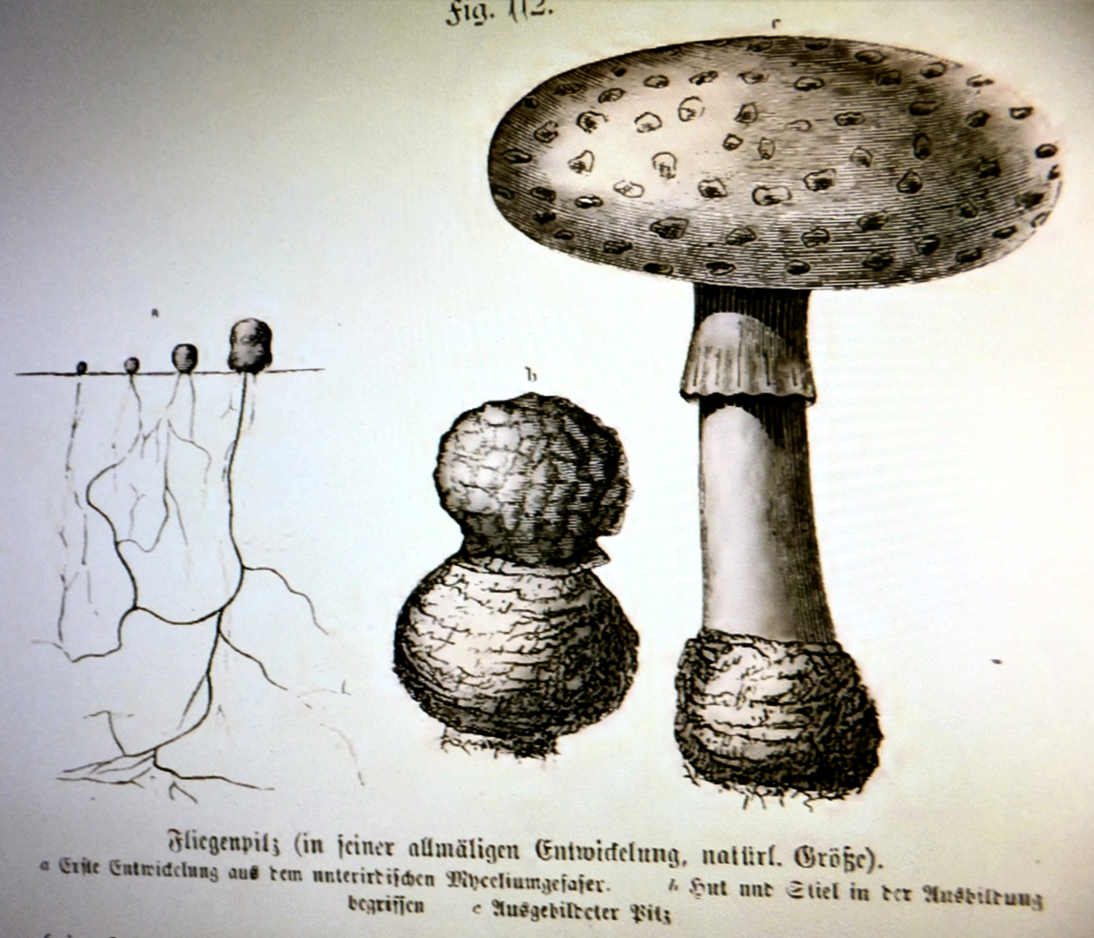
Muscariță după Paul Kummer

Kummer și-a făcut multă muncă publicând apoi totul într-o singură carte mare (1871), care a efectuat un serviciu extrem de util pentru taxonomia ciupercilor. Renumitul savant Elias Magnus Fries a încadrat anterior toate ciupercile cu lamele într-un gen mare: Agaricus. Pe timpul când Kummer a început să despartă soiuri din genurile Coprinus și Hygrophorus, cele mai multe ciuperci cu lamele (cum ar fi Tricholoma, Clitocybe etc.) au fost cuprinse ca sub-genuri în genul tare umflat Agaricus. El le-a ridicat la nivelul de gen, stabilind multe specii sub numele folosite astăzi și lăsând pe Agaricus cu sensul lui restrâns în prezent.
Cea mai importantă carte acestui domeniu, cum deja scris, a fost „Der Führer in die Pilzkunde” (Ghidul pentru micologie) publicată pentru prima oară în anul 1871, apoi reeditată cu prelucrări și lărgiri în două volume între anii 1882 și 1884.
Ultima lucrare scrisă de Kummer a fost o carte despre mușchi care creșteau in împrejurul de Hannoversch Münden (Die Moosflora der Umgegend von Hannoversch Münden). După acea n-a mai publicat nimic nou. Nu se știe de ce.

## Ciuperci denumite de Kummer
Savantul a descris și denumit diverse genuri și multe specii de ciuperci:

### Genuri
| - Camarophyllus (Fr.) P.Kumm. - Clitocybe (Batsch) P.Kumm. - Clitopilus (Fr.: Rabenhorst) P.Kumm - Entoloma (Fr.) P.Kumm. - Galera (Fr.) P.Kumm. - Hebeloma (Fr.) P.Kumm. - Hygrocybe (Fr.) P.Kumm. - Hypholoma (Fr.) P.Kumm. - Leptonia (Fr.) P.Kumm. | - Naucoria (Fr.) P.Kumm. - Myxacium (Fr.) P. Kumm. - Nolanea (Fr.) P.Kumm. - Pholiota (Fr.) P.Kumm. - Pleurotus (Fr.) P.Kumm. - Psilocybe (Fr.) P.Kumm. - Raphanozon P.Kumm. - Tricholoma (Fr.) P. Kumm. - Hygrocybe sect. Hygrocybe, secție (Fr.) P.Kumm. (1871) |

### Specii (selecție)
| - Armillaria mellea (M.Vahl:Fr.) P.Kumm. - Camarophyllus pratensis (Fr.) P.Kumm. - Clitocybe clavipes (Fr.) P.Kumm. - Clitocybe cyathiformis (Fr.) P.Kumm. - Clitocybe dealbata (Sowerby) P.Kumm. - Clitocybe gibba (Pers.) P.Kumm. - Clitocybe clavipes (Pers.) P.Kumm. - Clitocybe fragrans (With.) P.Kumm. - Clitocybe odora (Bull.) P.Kumm. - Clitocybe phyllophila (Pers.) P.Kumm. - Clitocybe rivulosa (Pers.) P.Kumm. - Clitocybe squamulosa (Fr.) P.Kumm. (1871) - Clitopilus prunulus (Scop.) P.Kumm. (1871) - Collybia racemosa (Fr.) P.Kumm. (1871) - Collybia tuberosa (Bull.: Fr.) P.Kumm. (1871) - Collybia sensu lato butyracea (Bull.: Fr.) P.Kumm. (1871) - Collybia sensu lato maculata (Schwein. & Albertini: Fr.) P.Kumm. (1871) - Collybia velutipes (Curtis) P.Kumm. (1871) - Crepidotus applanatus (Pers.: Fr.) P.Kumm. (1871) - Entoloma clypeatum (L.) P.Kumm. (1871) - Entoloma dichroum (Pers.) P.Kumm. (1871) - Entoloma griseocyaneum (Fr.) P.Kumm. (1871) - Entoloma sericellum (Fr.) P.Kumm. (1871) | - Flammula alnicola (Fr.) P.Kumm. (1871) - Gymnopus dryophilus (Bull. ex P.Kumm.) Murrill - Hygrocybe ceracea (Wulfen) P.Kumm. (1871) - Hygrocybe coccinea (Schaeff.) P.Kumm. - Hygrocybe conica (Schaeff.) P.Kumm. (1871) - Hygrocybe leta (Pers.) P.Kumm. (1871) - Hygrocybe miniata (Fr.) P.Kumm. (1871) - Hygrocybe psittacina (Schaeff.) P.Kumm. (1871) - Hygrocybe punicea (Fr.) P.Kumm. (1871) - Hypholoma capnoides (Fr.) P.Kumm. (1871) - Hypholoma fasciculare (Huds.) P.Kumm. - Hypholoma lateritium (Schaeff.) P.Kumm. - Inocybe dulcamara (Pers.) P.Kumm. (1871) - Inocybe geophylla (Bull.) P.Kumm. (1871) - Inocybe lacera (Fr.) P.Kumm. (1871) - Inocybe lanuginosa (Bull.) P.Kumm. (1871) - Inocybe pyriodora (Pers.: Fr.) P.Kumm. (1871) | - Inocybe rimosa (Bull.: Fr.) P.Kumm. (1871) - Lepiota acutesquamosa (J.A.Weinm.) P.Kumm. - Lepiota cepaestipes (Sowerby: Fr.) P.Kumm. - Lepiota clypeolaria (Bull.) P.Kumm. - Lepiota cristata (Bolton) P.Kumm. - Lepiota erminea (Fr.) P.Kumm. (1871) - Lepiota excoriata (Schaeff.) P.Kumm. - Lepiota mastoidea (Fr.) P.Kumm. - Lepiota naucina (Fr.) P.Kumm. - Mycena acicula (Schaeff.) P.Kumm. - Mycena alcalina (Fr.) P.Kumm. (1871) - Mycena capillaris (Schumach.) P.Kumm. (1871) - Mycena chlorantha (Fr.) P.Kumm. (1871) - Mycena galopus (Pers.) P.Kumm. - Mycena pura (Pers.) P.Kumm. - Leptonia serrulata (Fr.) P.Kumm. - Pholiota aurivella (Fr.) P.Kumm. - Pholiota flammans (Fr.) P.Kumm. - Pholiota mutabilis (Fr.) P.Kumm. - Pholiota squarrosa (Vahl) P.Kumm. - Pleurotus dryinus (Pers.: Fr.) P.Kumm. - Pleurotus ostreatus (Jacq.) P.Kumm. - Pleurotus porrigens (Pers.: Fr.) P.Kumm. - Pluteus cervinus (Schaeff.: Fr.) P.Kumm. | - Pluteus leoninus (Schaeff.: (Fr.) P.Kumm. - Pluteus nanus (Pers.) P.Kumm. (1871) - Pluteus pellitus (Pers.) P.Kumm. (1871) - Pluteus salicinus (Pers.) P.Kumm. (1871) - Pluteus tomentosulus (Pers.) P.Kumm. (1871) - Pluteus umbrosus (Pers.) P.Kumm. (1871) - Tricholoma columbetta (Fr.) P.Kumm. - Tricholoma nudum (Bull.) P. Kumm. - Tricholoma albobrunneum (Pers.) P.Kumm. (1871) - Tricholoma album (Schaeff.) P.Kumm. (1871) - Tricholoma equestre (L.) P.Kumm. - Tricholoma fucatum (Fr.) P.Kumm. (1871) - Tricholoma imbricatum (Fr.) P.Kumm. (1871) - Tricholoma saponaceum (Fr.) P.Kumm. - Tricholoma sulphureum (Bull.) P. Kumm. - Tricholoma terreum (Schaeff.) P. Kumm. - Tricholoma ustale (Fr.) P.Kumm. (1871) - Tricholoma vaccinum (Schaeff.) P. Kumm. - Tricholoma virgatum (Fr.) P.Kumm. - Tricholoma rutilans (Schaeff.) P. Kumm. |

## Lucrări (selecție)

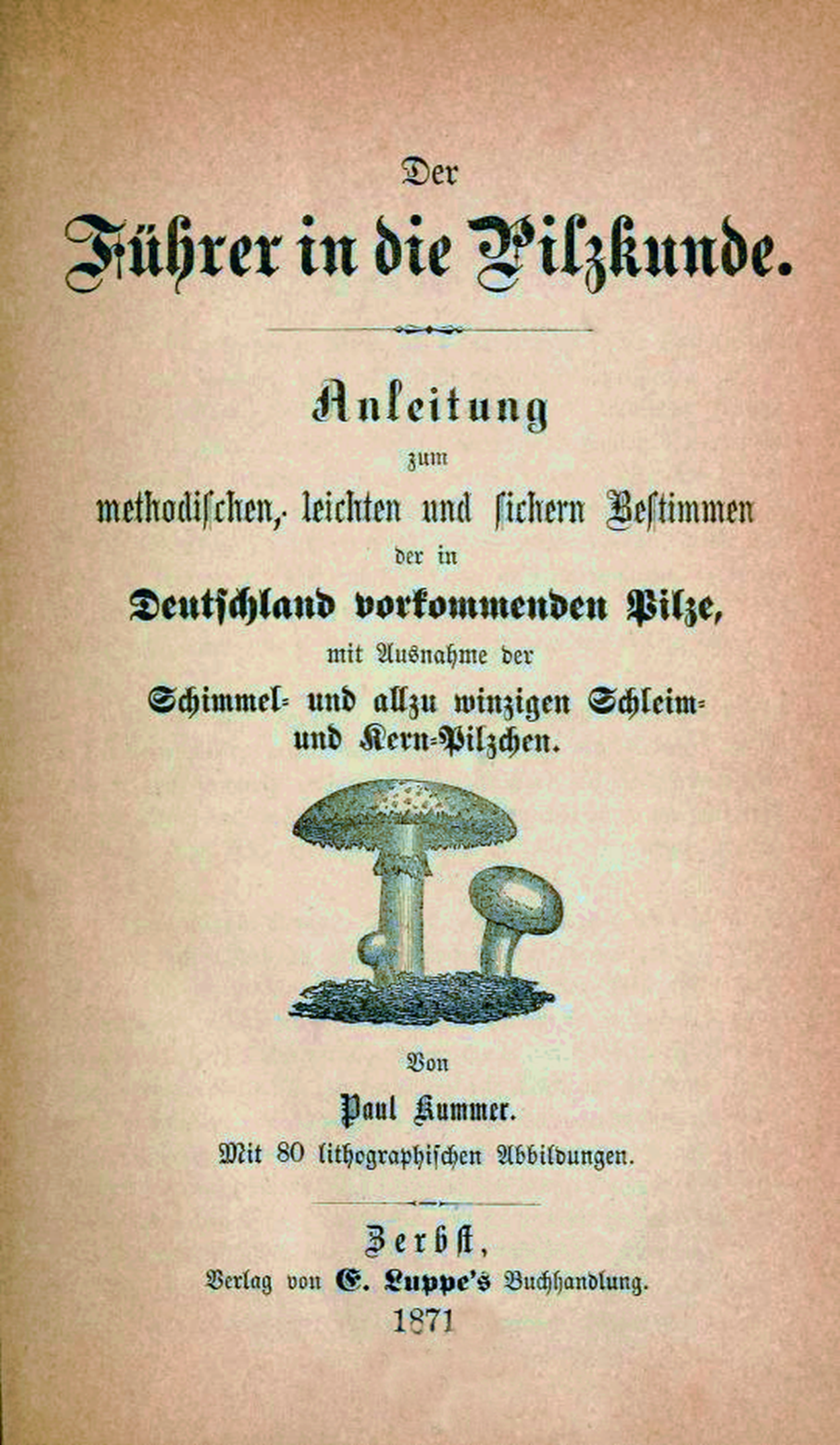
Ghid pentru știința micologiei, prima pagine

- Der Führer in die Pilzkunde: Anleitung zum methodischen, leichten und sicheren Bestimmen der in Deutschland vorkommenden Pilze mit Ausnahme der Schimmel- und allzu winzigen Schleim- und Kern-Pilzchen („Ghid pentru știința micologiei, fără ciupercuțe de mucegai și prea mici mucoase și nucleici”), cu 80 de ilustrații litografice, Editura E. Luppe, Zerbst 1871
- Der Führer in die Mooskunde: Anleitung zum leichten und sicheren Bestimmen der deutschen Moose („Ghid pentru știința mușchilor: Instrucțiuni pentru determinarea sigură și ușoară a speciilor de mușchi germane”), Editura J. Springer,  Berlin 1873,
- Der Führer in die Flechtenkunde („Ghid pentru știința lichenilor”), Editura J. Springer, Berlin 1874
- Der Führer in die Lebermoose und die Gefäßkryptogamen – Schachtelhalme, Bärlappe, Farren, Wurzelfrüchtler („Ghid pentru Marchantiophyta și criptogame vasculare - coada calului, Lycopodium (brădișor), ferigi, rădăcinoase”), Editura J. Springer, Berlin 1875
- Kryptogamische Charakterbilder („Imagini criptogamice de caracter”) cu 220 de imagini, Editura Carl Rümpler, Hanovra 1878
- Deutsche Blumenwelt in Charakterbildern („Lumea florilor germane în imagini caracteristice”), Editura Carl Rümpler, Hanovra 1879
- Das praktische Pilzbuch für alle („Cartea practică de ciuperci pentru toată lumea”), Editura Carl Rümpler, Hanovra 1880
- Der Führer in die Pilzkunde („Ghidul pentru micologie”) în 2 volume prelucrate și lărgite (reeditare), Editura E. Luppe, Zerbst 1882-1884
- Der Führer in die Pilzkunde: Die Mikroskopischen Pilze („Ciupercile microscopice”), Editura E. Luppe, Zerbst 1884
- Die Moosflora der Umgegend von Hannoversch Münden („Flora mușchilor în împrejurarea de Hannoversch Münden”), în: Botanisches Centralblatt, Kassel 1889, nr. 40, p 65-72 și 101-106